# 아이다호 센트럴 아레나
아이다호 센트럴 아레나(영어: Idaho Central Arena)는 미국 아이다호주 보이시에 위치한 실내 경기장이다. D-리그 아이다호 스탬퍼드와 ECHL 아이다호 스틸헤즈의 홈경기장으로 사용되고 있다.